# Brian Howard (poète)
Pour les articles homonymes, voir Brian Howard.
Brian Christian de Claiborne Howard, né le 13 mars 1905, mort le 15 janvier 1958, est un poète britannique du XXe siècle. Malgré des débuts prometteurs, il ne confirme pas ses talents et termine sa vie comme journaliste au New Statesman.

## Biographie
Brian Howard naît le 13 mars 1905 à Winkworth, Hatscombe (Surrey) de parents d'origine américaine. Son père, Francis Gassaway Howard, dont il soutient longtemps — sans doute à tort — qu'il a des origines juives, est un entrepreneur de Washington et l'associé de James Whistler avec qui il fonde la International Society of Sculptors, Painters and Gravers. Du fait des absences répétées de son père, Brian Howard est élevé à Londres par sa mère, Lura Chesser, fille de William Chesser, capitaine d'artillerie dans l'armée nordiste durant la Guerre de Sécession et originaire de Louisville (Kentucky).
Après des études à la Gibbs Day School de Londres, il entre au Collège d'Eton à l'été 1918 où il noue une amitié pérenne avec le futur diplomate Mark Ogilvie-Grant et y fonde en février 1922 — avec Alan Clutton-Brock ou Harold Acton — la Eton Society of Arts, qui compte dans ses rangs de futures figures littéraires comme Cyril Connolly, Oliver Messel, Anthony Powell ou Henry Yorke. En mars de la même année, il crée, avec Harold Acton, un magazine littéraire, le Eton Candle, auquel contribuent notamment les frères Sitwell, Maurice Baring et Aldous Huxley.
En octobre 1923, il intègre, non sans mal, Christ Church (Oxford). Un des membres les plus marquants du groupe connu plus tard sous le nom de « Oxford Wits », il fait également partie du groupe des « Hypocrites » comprenant Harold Acton, Lord David Cecil, L. P. Hartley et Evelyn Waugh.
À cette époque, ses poèmes sont déjà publiés : en 1920, son poème Balloons signé Jasper Proude paraît dans l'hebdomadaire d'avant-garde The New Age de A. R. Orage et, l'année suivante, il figure sous le pseudonyme de Charles Orange dans la dernière anthologie de la famille Sitwell, Wheels. On trouve également ses deux poèmes Scenic Railway et Panorama seen by the young American woman sleeping dans le recueil Oxford Poetry 1924 édité par Harold Acton et Peter Quennell.
Ayant quitté Oxford en juin 1927 après deux échecs successifs aux examens de fin d'année de droit, il mène alors une vie mondaine très active à Londres, participant aux nombreuses fêtes des Bright Young Things. Vivant de l'argent de sa mère, il voyage à travers l'Europe en compagnie de son amant allemand seulement identifié comme « Toni » — nom que porte également l'amant de Sebastian Flyte dans Retour à Brideshead (1945) d'Evelyn Waugh, autre proche des Bright Young People et de Diana Mitford. À Berlin, il gravite autour du cercle de Christopher Isherwood et de W. H. Auden.
Durant cette période, et alors même que ses anciens condisciples entament de brillantes carrières littéraires, il ne publie qu'un seul recueil important de poèmes, God Save The King and Other Poems (1930-1931, Hours Press). Actif comme poète durant la guerre civile espagnole, il ne s'investit cependant pas dans son œuvre, sombrant dans l'alcoolisme et la drogue.
Durant la Seconde Guerre mondiale, il travaille comme officier au MI5 mais est renvoyé en 1943 après de multiples indiscrétions. Il a par la suite un poste subalterne dans la Royal Air Force.
Les années 1950 sont marquées par sa santé fragile et il se suicide le 15 janvier 1958, après la mort accidentelle de son amant Sam. Il est enterré au cimetière de Caucade à Nice.

## Source
- (en) Cet article est partiellement ou en totalité issu de l’article de Wikipédia en anglais intitulé « Brian Howard (poet) » (voir la liste des auteurs).